# Журбенко, Григорий Лукич
Григорий Лукич Журбенко — советский государственный и хозяйственный деятель.

## Биография
Родился в 1919 году. Член КПСС.
С 1941 года — на хозяйственной работе. 
В 1941—1986 гг. :
- мастер, заместитель начальника цеха, начальник производства завода имени М. И. Калинина,
- слушатель Академии авиационной промышленности,
- начальник производства ОКБ имени Свердлова,
- главный инженер, директор Пермского завода имени М. И. Калинина,
- заместитель Министра приборостроения, средств автоматизации и систем управления СССР.

Умер в 2004 году.